# Windows Mail (Windows Vista)
O Windows Mail é o cliente de e-mail e notícias do Windows Vista, substituto do antigo Outlook Express. Este programa de correio eletrônico incorpora, ao contrário do seu predecessor, uma pasta para correio não solicitado. É dotado de uma nova interface e de caixas de procura. Embora versões anteriores do Outlook Express suportassem o envio de mensagens instantâneas, o Windows Mail não suporta este tipo de programa, nem suporta servidores http, motivo pelo qual quem tiver uma conta Hotmail não poderá acessar essa conta no Windows Mail. Não é possível também criar regra para mensagens em pastas específicas, como era no Outlook Express.